# فرناندو سوتو (بازیگر اسپانیایی)
فرناندو سوتو (به انگلیسی: Fernando Soto؛ زادهٔ ۱۸ اکتبر ۱۹۶۸) بازیگر و کارگردانی است که از دانشکده درام RESAD فارغ‌التحصیل شده‌است (۱۹۹۲).

## فیلم‌شناسی منتخب
| سال  | عنوان          | نقش            | یادداشت |
| ---- | -------------- | -------------- | ------- |
| ۲۰۰۹ | سلول ۲۱۱       |                |         |
| ۲۰۱۱ | وربو           |                |         |
| ۲۰۱۷ | خانه کاغذی     | آنجل روبیو     |         |
| ۲۰۱۸ | قتل در دانشگاه | آنتونیو د رومن |         |